# Очкова структура

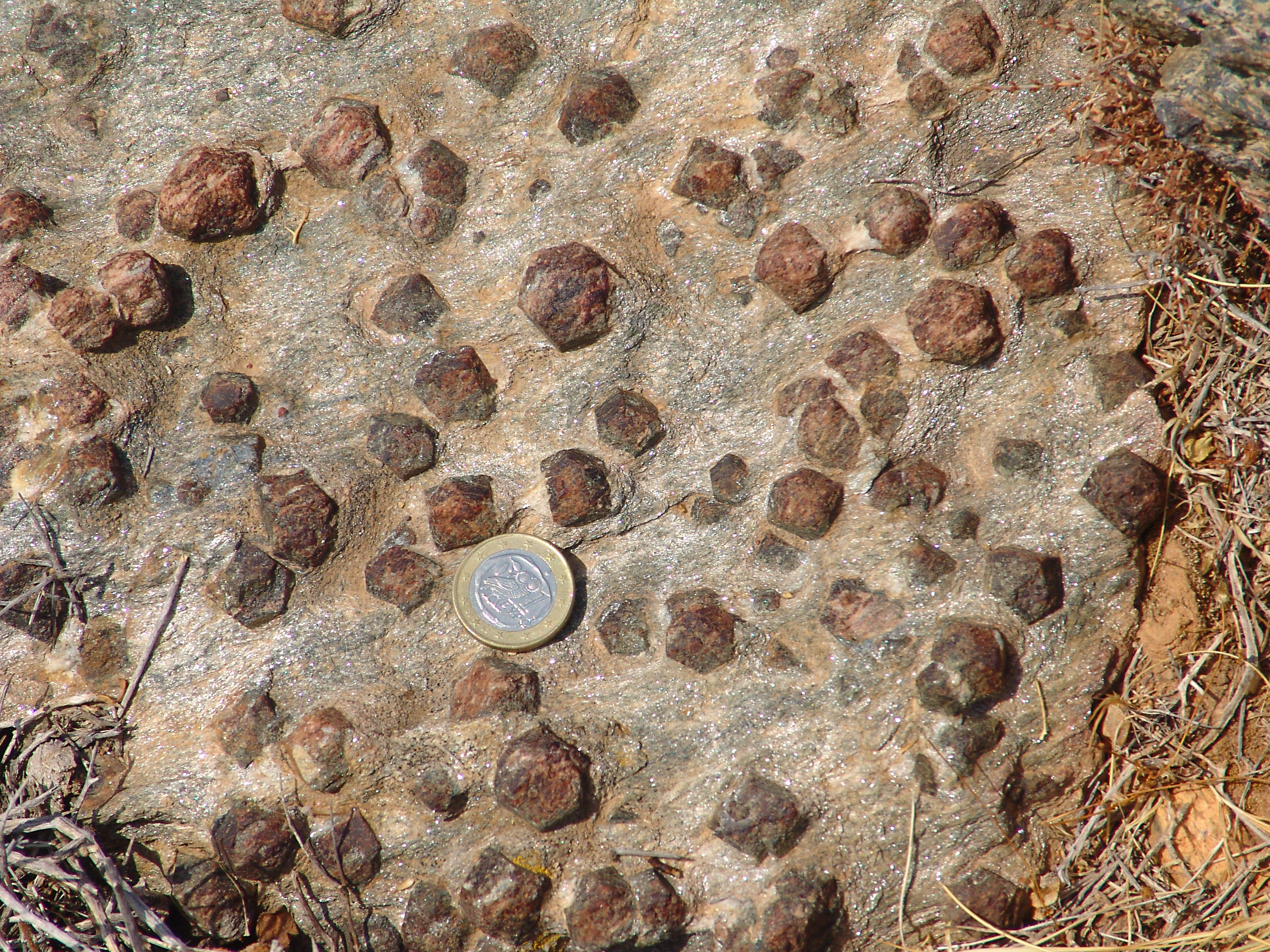
Очкова структура, порфіробласти.

Очкова структура (англ. eyed texture, augen texture; нім. Augenstruktur f, Augentextur f) – притаманна метаморфічним гірським породам. Характеризується наявністю лінзоподібних скупчень крупних кристалів (порфіробластів або порфірокластів), оточених дрібнозернистою або лускуватою основною масою.